# ニコラ・ジャン＝プロスト
ニコラ・ジャン＝プロスト（Nicolas Jean-Prost、1967年5月1日 - ）は、スイス、ヴォー州ジュラ=ノール・ヴァルド郡Le Chenit生まれでフランス国籍の元スキージャンプ選手。1980年代末から1990年代にかけて国際試合などで活躍、冬季オリンピックにフランス代表として2度出場した。

## プロフィール
1989年1月4日にスキージャンプ週間のインスブルックでスキージャンプ・ワールドカップにデビュー。75位となった。続いて1989年ノルディックスキー世界選手権代表となったがノーマルヒル63位、ラージヒル64位に終わった。
1992年自国開催のアルベールビルオリンピックではノーマルヒル19位、ラージヒルは51位だった。
翌1993年ノルディックスキー世界選手権ではジェローム・ゲ、ディディエ・モラール、ステブ・デローとともに団体戦で4位となった。
1994年自身2度目のリレハンメルオリンピックでは団体6位、ノーマルヒル22位、ラージヒル47位
1995年ノルディックスキー世界選手権ではノーマルヒル45位、ラージヒルでは6位入賞、団体でも4位入賞した。
ワールドカップ総合ではこのシーズンの13位が自己最高、また個人戦では5位が最高位（通算3回）である。
1995-1996シーズン終了後現役を引退した。